# Kaposi Endre
Kaposi Endre (Zalaegerszeg, 1939. január 7. – Esztergom, 2017. november 13.) magyar képzőművész, festő, művészeti író. Édesapja Kaposi Antal festőművész, fia Kaposi Tamás festőművész (1966–1991).

## Életpályája
Az érettségi vizsga után a Kirakatrendező iskolában végzett és a budapesti Dési Huber István Képzőművészeti Szabadiskolában képezte magát, itt Gráber Margit és Tamás Ervin tanítványa volt. A pécsi tanárképző főiskola rajz szakán 1968-ban diplomázott, ahol mesterei Soltra Elemér és Kelle Sándor voltak. 1959-től Esztergomban élt. Az esztergomi tanítóképző intézet tanára, 1985–86-ig az intézmény főigazgató-helyettese, majd 1986–91 között annak főigazgatója is volt. Az Esztergomi Művészek Céhe egyesület titkára, valamint a Magyar Alkotóművészek Országos Egyesülete választmányának tagja volt. Tanulmányutat tett Romániában és Csehszlovákiában.
1963-tól szerepelt hazai kiállításokon. 1970 és 1975 között az esztergomi Sigillum, és az oroszlányi Ötök csoport tagja volt. Az utóbbi időben talált, rozsdás fémtárgyakból készített objekteket. Művészetírói munkássága is jelentékeny, tanulmányait a Művészet és az Új Forrás című folyóiratok közölték, de önálló kiadványokként is napvilágot láttak. 2015-től Esztergom díszpolgára.

## Önálló kötetek
- Fotográfusok Esztergomban - 1987)
- Boldog pillanatok -1999
- Martsa Alajos és művészbarátai 2001. (Társszerző)
- Esztergom köztéri szobra - 2001. (Társszerző)
- Mucsi András emlékkönyv (Szerk.)
- Képzőművészek Esztergomban a XX. században - ArtLimes. 2008/2

## Egyéni kiállítások
- 1960, 1966, 1969, 1977, 1993, 1995 • Esztergom
- 1974 • Nagykőrös
- 1975 • Komáromi Kisgaléria, Komárom
- 1980 • Ferencvárosi Pincegaléria, Budapest
- 1981 • Helikon Galéria, Budapest
- 1982 • Hévíz
- 1985 • Dömös
- 1987 • Kernstok Terem, Tatabánya
- 1994 • Kerék, Óbudai Társaskör Galéria, Budapest-Óbuda • Tatabánya
- 1995 • Kronogrammák, Duna Múzeum, Esztergom
- 1997 • Magyar Intézet, Prága • Komáromi Kisgaléria, Komárom
- 1998 • Kronogrammák, Hincz Múzeum, Vác
- 1999 • A három Kaposi, Duna Galéria, Budapest [Kaposi Antallal és Kaposi Tamással].
- 2001 • Budapest Polaris Galéria
- 2004 • Párkány (Szlovákia)
- 2005 • Tatabánya
- 2009 • Tatabánya
- 2010 • Komárom (Szlovákia), Esztergom
- 2014 • Esztergom

## Válogatott csoportos kiállítások
- 1968-2000 • Az esztergomi és a Komárom-Esztergom megyei képzőművészek kiállításai, Esztergom, Tata, Tatabánya, Budapest-Espoo (FIN)
- 1991-2000 • az Esztergomi Művészek Céhének kiállításai, Esztergom, Komárom, Tata.